# El Bismarck
Bismarck es un pueblo minero del estado mexicano de Chihuahua, ubicado en el norte del territorio en el municipio de Ascensión, en el Desierto de Chihuahua. Sus coordenadas son 31°13′44″N 107°34′45″O / 31.22889, -107.57917 y tiene una altitud de 1,260 msmn, el Conteo de Población y Vivienda de 2005 realizado por el INEGI dio como resultado un total de 979 habitantes.
Bismarck se encuentra a unos 60 kilómetros al oeste de la cabecera municipal, Ascensión, con la que se comunica mediante un camino de terracería, a 36 kilómetros al oeste de Bismarck se encuentra la antigua Estación Guzmán, estación del Ferrocarril Ciudad Juárez-La Junta. El pueblo se dedica completamente a la explotación minera, la Mina de Bismarck es explotada para extraer zinc, siendo una de las importantes del país en producción de dicho mineral y es propiedad de la empresa mexicana Peñoles.
El 24 de julio de 2007 la empreasa anunció la construcción en Bismarck de un parque eólico para dotar de energía eléctrica a su mina, el cual sería el primero de su naturaleza en el estado de Chihuahua.